# Antillea aedon
Antillea aedon är en fjärilsart som beskrevs av Jean Baptiste Godart 1823. Antillea aedon ingår i släktet Antillea och familjen praktfjärilar. Inga underarter finns listade i Catalogue of Life.